# Chapelle Notre-Dame-de-Lourdes de Floriana
Pour les articles homonymes, voir Chapelle Notre-Dame-de-Lourdes.
La chapelle Notre-Dame-de-Lourdes  est chapelle catholique située à Floriana, à Malte.

## Historique
En 1787, une première chapelle est construite par le chevalier Gotenberg et dédiée à sainte Marie-Madeleine pour servir de lieu de repos aux fidèles allant en confession. Détruite, elle est reconstruite en 1918 et placée sous la titulature de Notre-Dame de Lourdes.